# Шейн Перкінс
Шейн Пе́ркінс (англ. Shane Perkins, 30 грудня 1986) — австралійський велогонщик, олімпієць.

## Виступи на Олімпіадах
| Олімпіада   | Дисципліна       | Місце  |
| ----------- | ---------------- | ------ |
| Лондон 2012 | кейрін           | 5      |
| Лондон 2012 | командний спринт | 4      |
| Лондон 2012 | спринт           | Бронза |